# Рандон, Жак Луи
Жак Луи Сезар Александр, граф Рандон (фр. Jacques Louis César Alexandre, comte Randon; 25 марта 1795 — 16 января 1871) — французский военный и государственный деятель, маршал Франции (18 марта 1856).

## Биография
Начал службу в наполеоновских войсках. Во время Реставрации не получал никакого повышения, так как был известен в качестве бонапартиста.
После июльской революции послан в Африку, где сражался против Абд аль-Кадира. Одно время управлял алжирскими делами в военном министерстве.
В 1851 году стал военным министром, но вышел в отставку ещё до переворота 2 декабря и был сделан генерал-губернатором Алжира; при нём построено несколько крепостей, проведены шоссейные и железные дороги.
Когда началась Итальянская кампания, то Рандон был призван командовать альпийской армией. Однако затем он оставил этот пост и в 1859 году вновь получил портфель военного министра, который сохранил за собой до 1867 года.